# Ramla
Ramla (hebrejsky רַמְלָה‎, arabsky الرملة‎, v oficiálním přepisu do angličtiny Ramla) je město v Centrálním distriktu Státu Izrael. Ramla je správním střediskem izraelského Centrálního distriktu.

## Geografie
Nachází se jihovýchodně od Tel Avivu v rovinaté pobřežní planině. Leží v nadmořské výšce 80 m. Spolu se sousedním městem Lod vytváří souvislou aglomeraci, jež je volně začleněna do metropolitní oblasti v zázemí Tel Avivu.
Město je na dopravní síť napojeno soustavou četných dálničních tahů. Jde zejména o dálnici číslo 40 a dálnici číslo 44. Jihovýchodně od Ramly prochází i dálnice číslo 6 (Transizraelská dálnice). Na jihu města se s nimi kříží nová dálniční komunikace silnice číslo 431. Město je rovněž napojeno na železniční trať. Stojí tu železniční stanice Ramla. Prochází tudy železniční trať Tel Aviv – Jeruzalém a železniční trať Tel Aviv – Beer Ševa.

## Dějiny

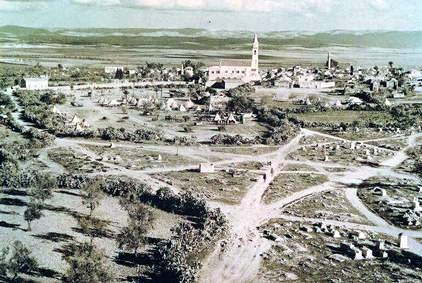
Ramla na archivním snímku z roku 1917

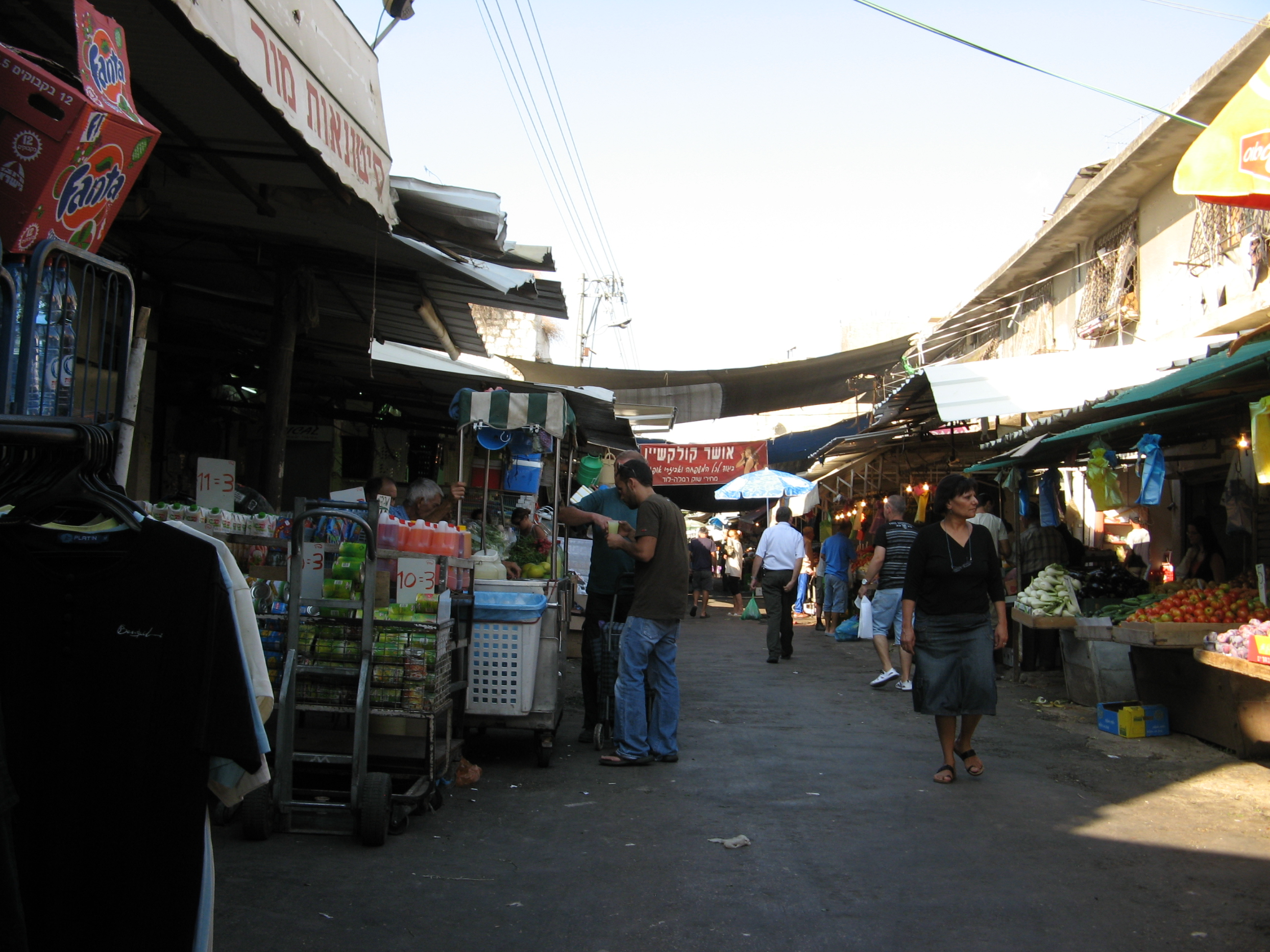
Tržnice v Ramle

Město bylo založeno v roce 716 chalífou Sulajmánem ibn Abd al-Malikem, jméno je odvozeno od arabského slova raml, což znamená písek. Jde o jediné větší sídlo založené nově na území dnešního Izraele během arabské vlády. Za křižáckých válek byly o Ramlu jakožto o strategické město vedeny tři bitvy, nakonec ji ovládli křižáci a Ramla se jako součást hrabství Jaffa a Askalon stala významným zastavením pro poutníky na cestě do Jeruzaléma. Na začátku osmanského období byla Ramla převážně v ruinách a měla velmi málo obyvatel (v roce 1548 pouhých 528 muslimských a 82 křesťanských domácností).
Toto se příliš nezměnilo až do sklonku 19. století, kdy pro Ramlu začalo období rozkvětu. Za mandátní britské správy Ramla rostla, v roce 1945 měla už 12 000 muslimských a 3300 křesťanských obyvatel (až do roku 1948 žilo v Ramle velmi málo Židů). Za války za nezávislost byla Ramla významným místem bojů. Z města operovaly nepravidelné arabské jednotky, útočící na židovské jednotky, komunikace a osady v okolí města, což židovské jednotky oplácely. 12. června 1948 arabská Ramla kapitulovala. Ti obyvatelé, kteří neuprchli, byli většinou vyhnáni, s výjimkou asi 400 Arabů, a to buď křesťanů, nebo osob pro izraelskou vládu obchodně významných. V následujících měsících se Ramla stala domovem mnoha nových židovských imigrantů, v únoru 1949 židovská populace v Ramle překročila 6000.

## Demografie
Ramla je středně velké město s etnicky smíšenou populací. Podle údajů z roku 2005 tvořili 78,5 % obyvatel Židé, a 21,5 % Arabové, přičemž 17,1 % obyvatel města činili muslimští Arabové, 4,4 % arabští křesťané a 0,1 % arabsky mluvící Drúzové. Podle údajů z roku 2009 tvořili většinu obyvatel Židé - přibližně 49 400 osob (včetně statistické kategorie „ostatní“, která zahrnuje nearabské obyvatele židovského původu, ale bez formální příslušnosti k židovskému náboženství, přibližně 52 000 osob). Arabská komunita čítala 13 700 osob. K 31. prosinci 2014 zde žilo 72 300 lidí, z toho 52 600 Židů.
V rámci židovského obyvatelstva vyniká Ramla jako centrum malé komunity karaitského judaismu.
| Rok  | Obyvatelé |
| ---- | --------- |
| 1948 | 1 547     |
| 1949 | 10 900    |
| 1950 | 12 600    |
| 1951 | 17 200    |
| 1952 | 19 200    |
| 1953 | 20 500    |
| 1954 | 21 000    |
| 1955 | 21 500    |
| 1956 | 21 600    |
| 1957 | 21 900    |
| 1958 | 22 100    |
| 1959 | 22 400    |

| Rok  | Obyvatelé |
| ---- | --------- |
| 1960 | 22 700    |
| 1961 | 23 200    |
| 1962 | 23 900    |
| 1963 | 24 900    |
| 1964 | 26 600    |
| 1966 | 28 100    |
| 1967 | 28 500    |
| 1968 | 29 200    |
| 1969 | 29 900    |
| 1970 | 30 800    |
| 1971 | 32 600    |
| 1972 | 34 100    |

| Rok  | Obyvatelé |
| ---- | --------- |
| 1973 | 36 000    |
| 1974 | 36 300    |
| 1975 | 36 800    |
| 1976 | 37 400    |
| 1977 | 37 900    |
| 1978 | 38 700    |
| 1979 | 40 600    |
| 1980 | 41 700    |
| 1981 | 42 300    |
| 1982 | 43 200    |
| 1983 | 42 200    |
| 1984 | 43 200    |

| Rok  | Obyvatelé |
| ---- | --------- |
| 1985 | 43 500    |
| 1986 | 43 700    |
| 1987 | 43 900    |
| 1988 | 44 500    |
| 1989 | 45 000    |
| 1990 | 47 900    |
| 1991 | 49 300    |
| 1992 | 52 900    |
| 1993 | 55 500    |
| 1994 | 57 300    |
| 1995 | 58 385    |
| 1996 | 60 009    |

| Rok  | Obyvatelé |
| ---- | --------- |
| 1997 | 60 444    |
| 1998 | 60 618    |
| 1999 | 61 200    |
| 2000 | 61 884    |
| 2001 | 62 515    |
| 2002 | 62 800    |
| 2003 | 63 100    |
| 2004 | 63 500    |
| 2005 | 63 700    |
| 2006 | 64 200    |
| 2007 | 64 900    |
| 2008 | 65 700    |

| Rok  | Obyvatelé |
| ---- | --------- |
| 2009 | 65 800    |
| 2010 | 66 200    |
| 2011 | 67 900    |
| 2012 | 68 000    |
| 2013 | 69 000    |
| 2014 | 72 300    |
| 2015 | 73 700    |
| 2016 | 75 000    |
| 2017 | 75 700    |
| 2018 | 75 500    |

## Partnerská města
- Kansas City, Missouri
- Vaughan, Ontario, Kanada
- Moers, Německo
- Daugavpils, Lotyšsko
- Mekele, Etiopie
- Čeljabinsk, Rusko